# Чакра Фролова

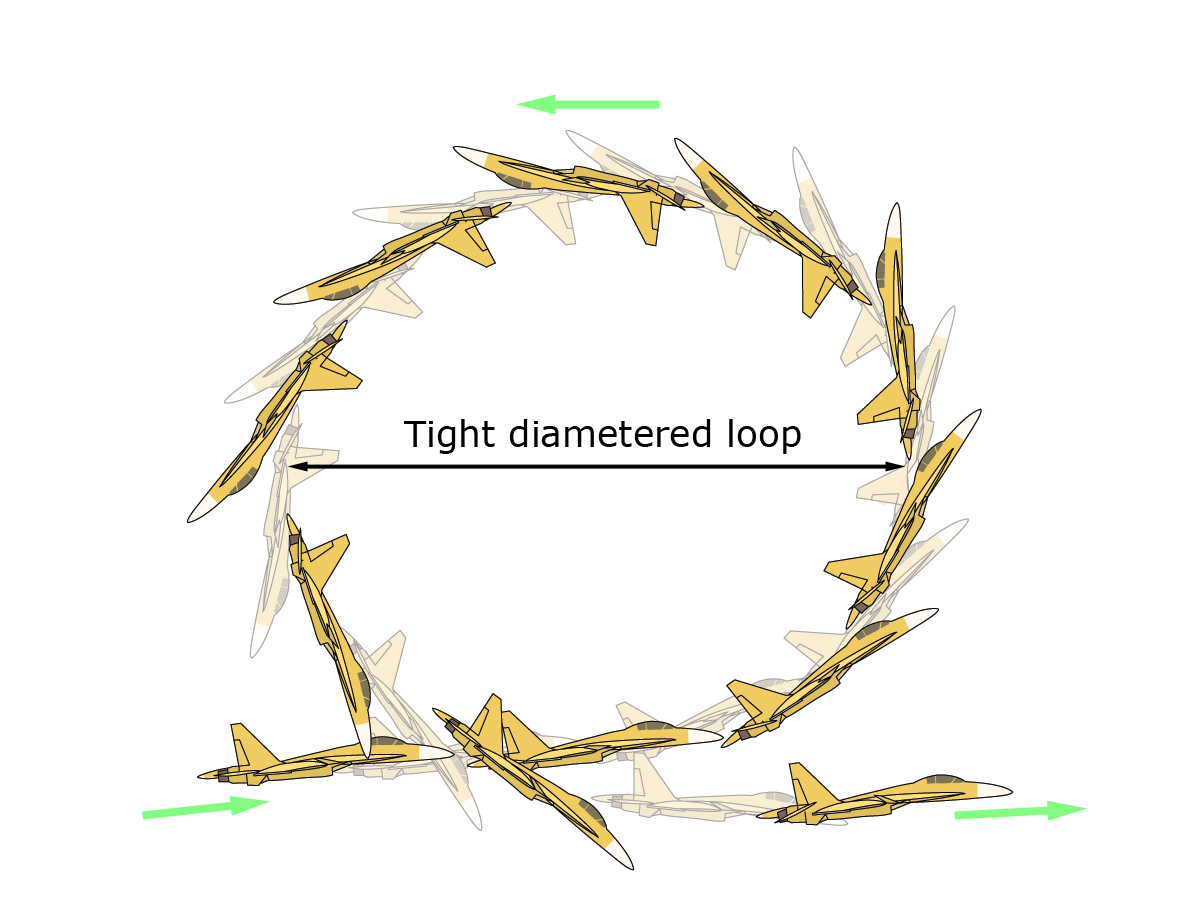
Чакра Фролова

Чакра Фролова — фигура высшего пилотажа, представляющая собой разворот в плоскости тангажа на 360° с чрезвычайно малым радиусом при резком торможении, своеобразный воздушный кульбит. Впервые выполнена на истребителе Су-37 ОКБ им. Сухого под управлением лётчика-испытателя, пилота 1-го класса Героя России Е. И. Фролова 2 апреля 1996 года.

## Описание
При выполнении этой фигуры самолёт делает мёртвую петлю малого радиуса и на очень малых скоростях полёта, практически разворачиваясь вокруг своего хвоста. Эту фигуру можно выполнить только на самолётах с отклоняемым вектором тяги, например Су-37, на котором она была впервые продемонстрирована Евгением Фроловым, Су-30МК и МиГ-29ОВТ.
Практическое значение этой фигуры пилотажа для истребительной авиации заключается в возможности атаковать противника «за спиной» или, если он совсем близко, пропустить его вперёд, самому заняв атакующее положение.

## Самолёты, выполняющие «Чакру Фролова»
- МиГ-29ОВТ[2]
- СУ-35[3][4]
- СУ-37[5]
- Су-30
- СУ-47[6]
- F-22 Raptor[7]
- Су-57